# هومر بون
كان هومر بون قاض اتحادي في الولايات المتحدة وعضو مجلس الشيوخ في واشنطن - (11 مارس 1970 - 25 يناير 1883).
ولد في فرانكلين، إنديانا، وعائلته انتقلت إلى تاكوما، واشنطن في عام 1899. حضر هومن كلية الحقوق في تاكوما، وكان قد التحق لنقابة المحامين في عام 1911. والمتخصصة في قانون العمل، وشغل منصب مدع خاص لمقاطعة بيرس في عام 1912 ، ومستشار الشركات لميناء تاكوما 1918-1932، ومحاميا عن تاكوما سيتى لايت. في عام 1918، تزوج بلانش سلي. في عام 1922 عمل هومر بون في ولاية واشنطن، حيث دافع عن قدرة الحكومة المحلية لتشكيل مناطق المرافق العامة.
في عام 1932، فاز هومر أخيرا بالانتخابات لمجلس الشيوخ في الولايات المتحدة، وهذه المرة عن الحزب الديمقراطي، وخدم 1933-1944. وتابع دعوته للطاقة المملوكة. وقال انه يؤيد إنشاء سد بونفيل وكولي السد الكبير. وفيما يتعلق بالحرب العالمية الثانية، كان بون انعزاليا.، جنبا إلى جنب مع عضو مجلس الشيوخ ماثيو نيلي والممثل وارن ماغنوسون،, كتب التشريع الذي أنشأ المعهد الوطني للسرطان.
في 1 أبريل 1944، رُشح هومر بواسطة الرئيس فرانكلين روزفلت لمقعد في محكمة الاستئناف في الولايات المتحدة للدائرة التاسعة التي أخلتها بيرت. هاني.وتم تأكيده من قبل الشيوخ في الولايات المتحدة في 1 أبريل 1944، وحصل على لجنته في نفس اليوم. وقد تولى وضع كبار في 1 يناير 1956. وعاد لممارسة القانون، في سان فرانسيسكو، كاليفورنيا، 1956-1968، وتوفي في تاكوما في عام 1970.

## وصلات خارجية
- Homer T. Bone papers